# ザ・ベスト・オブ・ザ・コアーズ
『ザ・ベスト・オブ・ザ・コアーズ』（原題：Best of the Corrs）は、アイルランドのバンド、ザ・コアーズが2001年に発表した初のベスト・アルバム。過去に発表された楽曲に、2曲の新曲を加えた内容である。日本盤やオーストラリア盤には、「リフティング・ミー」がボーナス・トラックとして追加収録されている。
新曲のうち「ウッジュー・ビー・ハピアー?」はシングルとしても発表されて、母国アイルランドのシングル・チャートでは26位、全英シングルチャートでは14位に達した。

## 収録曲
特記なき楽曲はザ・コアーズ作。
1. ウッジュー・ビー・ハピアー? - "Would You Be Happier?" - 3:26
  - 新曲。プロデュースはザ・コアーズとウェイン・ウィルキンスによる。
2. ソー・ヤング - "So Young (K-Klass Remix)" - 4:14
  - アルバム『トーク・オン・コーナーズ〜スペシャル・エディション〜』収録のリミックス・ヴァージョン。
3. ランナウェイ - "Runaway" - 3:47
  - アルバム『遙かなる想い』（1995年）より。
4. ブレスレス - "Breathless" (The Corrs, Robert John Lange) - 3:26
  - アルバム『イン・ブルー』（2000年）より。
5. レディオ - "Radio (Unplugged)" - 4:14
  - アルバム『ザ・コアーズ・アンプラグド』（1999年）収録のライヴ・ヴァージョン。
6. ホワット・キャン・アイ・ドゥ - "What Can I Do (Tin Tin Out Remix)" - 4:15
  - アルバム『トーク・オン・コーナーズ〜スペシャル・エディション〜』収録のリミックス・ヴァージョン。
7. ライト・タイム - "The Right Time" - 4:07
  - アルバム『遙かなる想い』より。
8. アイ・ネヴァー・ラヴド・ユー・エニウェイ - "I Never Loved You Anyway" (The Corrs, Carole Baker Sager) - 3:54
  - アルバム『トーク・オン・コーナーズ』（1997年）より。
9. イリジスティブル - "Irresistible" (The Corrs, M. J. Lange) - 3:40
  - アルバム『イン・ブルー』より。
10. 遙かなる想い - "Forgiven, Not Forgotten" - 4:17
  - アルバム『遙かなる想い』より。
11. エリン・ショアー - "Lough Erin Shore (Unplugged)" (Traditional) - 4:28
  - アルバム『ザ・コアーズ・アンプラグド』収録のライヴ・ヴァージョン。
12. 夢の中で抱きしめて - "Only When I Sleep" (The Corrs, Oliver Leiber, Paul Peterson, John Shanks) - 3:51
  - アルバム『トーク・オン・コーナーズ』より。
13. ラヴ・トゥ・ラヴ・ユー - "Love to Love You" - 3:23
  - アルバム『遙かなる想い』より。
14. オール・ザ・ラヴ・イン・ザ・ワールド - "All the Love in the World (Remix)" (The Corrs, M. J. Lange) - 3:56
  - アルバム『イン・ブルー』収録曲のリミックス・ヴァージョン。
15. エヴリバディ・ハーツ - "Everybody Hurts (Unplugged)" (Bill Berry, Peter Buck, Mike Mills, Michael Stipe) - 5:49
  - R.E.M.のカヴァー。アルバム『ザ・コアーズ・アンプラグド』収録のライヴ・ヴァージョン。
16. ギヴ・ミー・ア・リーズン - "Give Me a Reason" - 3:29
  - アルバム『イン・ブルー』より。
17. ドリームス - "Dreams" (Stevie Nicks) - 4:01
  - フリートウッド・マックのカヴァー。アルバム『トーク・オン・コーナーズ』より。
18. メイク・ユー・マイン - "Make You Mine" (The Corrs, David Foster) - 3:16
  - 新曲。プロデュースはザ・コアーズとウェイン・ウィルキンスによる。

### ボーナス・トラック
1. リフティング・ミー - "Lifting Me" - 3:59
  - 1999年にペプシのプロモーション用に発表された曲[17]。プロデュースはブー・ヒュワディーン（英語版）による[17]。